# Zadruga
Zadruga – wspólnota rodowa u Słowian (głównie południowych, ale też np. u Hucułów) oraz innych etnosów bałkańskich (np. Wołochów) tworzona przeważnie przez ludność rolniczą i rzemieślniczą. Składała się zazwyczaj z 20 do 30 osób. Jej członkowie, zazwyczaj synowie jednego ojca oraz ich żony i dzieci, mieli jednakowe prawa i obowiązki. Obowiązywała wspólnota produkcji, konsumpcji oraz majątku. We wspólnocie tej występował podział według płci oraz według zawodu, a władzę sprawowała rada złożona z dorosłych mężczyzn, na której czele stał naczelnik-gospodarz.
Powstała prawdopodobnie w okresie migracji Słowian wspólnota rodowa zwana zadrugą w niektórych rejonach Serbii i Bułgarii przetrwała do początków XX wieku.